# Henri Tallon
Pour les articles homonymes, voir Tallon.
Claude Amable Henri Tallon est un magistrat et avocat français, né le 29 janvier 1850 à Riom et mort le 30 septembre 1922 à Clermont-Ferrand.

## Biographie
Fils de Jacques Tallon, notaire, et de Jeanne Marie Zulima Tallon, Claude Amable Henri Tallon nait le 29 janvier 1850, au domicile de ses père et mère à Riom, rue de l'hôtel-de-ville.
Il épouse, le 4 février 1879, à Ussel, Marie Louise Gabrielle Badour, fille de Jean François Martial Ferdinand Badour et de Marguerite Claire Maingonnat, propriétaires, avec laquelle il aura :
- Marie Thérèse Claude Jacqueline (1879-1961)[3], qui épousera, en 1901, Pierre Mazelreix,
- Jacques Gaston Jean (1884-1976)[4], qui épousera, en 1911, Jeanne Marguerite Rodier,
- Marie Georgette Marguerite (1887-1983)[5], qui épousera, en 1912, René Aubert.

## Carrière juridique
Diplômé en droit, il est admis à la prestation de serment suivant arrêt de la cour d'appel du 18 septembre 1871.
Avocat, il est nommé, par décret du 24 février 1874, substitut du procureur de la république près le tribunal de première instance d'Ambert, en remplacement de Antoine Joseph André Balme du Garay, nommé substitut du procureur de la république à Saint-Flour.
Par décret en date du 6 juillet 1875, il est nommé substitut du procureur près le tribunal de première instance de Thiers, en remplacement de Jean Baptiste Pierre Marie Adolphe Degris, nommé substitut du procureur à Clermont-Ferrand. Il est lui-même remplacé, au siège d'Ambert, par Pierre Eugène Henry Bastid, avocat.
Par décret en date du 6 juillet 1877, il est nommé substitut du procureur près le tribunal de première instance de Clermont-Ferrand, en remplacement de Marie Jean Pierre Stanislas de Chaumel-Dienne, nommé procureur à Issoire. Il est lui-même remplacé dans ses fonctions, au siège de Thiers, par Marie Gustave Molines, substitut du procureur à Castres.
Adhérant à la consultation d'Edmond Rousse, avocat à la cour d'appel de Paris, sur la légalité des décrets du 29 mars 1880, portant notamment expulsion des jésuites du territoire français et soumettant l'existence de certaines congrégations à autorisation, et en signe de protestation, pour ne pas avoir à appliquer ces décrets, il présente sa démission au parquet, comme de nombreux magistrats en France et comme son confrère, Jean Ferdinand Roux, et s'inscrit au barreau de Clermont-Ferrand où il est accueilli par le bâtonnier, Félix Chaudessolle, qui profite de sa présentation au barreau, à l'ouverture de l'audience de la première chambre du 5 juillet 1880, pour le féliciter de sa sortie du parquet et indiquer, dans un discours relativement politisé, que le barreau sera toujours le refuge du droit et de la liberté,. Il est remplacé dans ses fonctions, au siège de Clermont-Ferrand, le 28 juin 1880, par Antoine Jean Louis François Colomès, avocat.
Il est élu membre du conseil de l'ordre des avocats du barreau de Clermont-Ferrand :
- le 19 novembre 1882 et désigné pour remplir les fonctions de secrétaire[14],
- le 17 novembre 1883 et désigné pour remplir les fonctions de secrétaire[15],
- le 14 novembre 1884 et désigné pour remplir les fonctions de secrétaire[16],
- le 18 novembre 1887[17],
- le 5 novembre 1888[18],
- le 22 novembre 1889[19],
- le 10 novembre 1890 et délégué au bureau de l'assistance judiciaire[20],
- le 21 novembre 1891 et délégué au bureau de l'assistance judiciaire[21],
- le 20 novembre 1894 et délégué au bureau de l'assistance judiciaire[22],
- le 17 novembre 1895 et délégué au bureau de l'assistance judiciaire[23],
- le 27 novembre 1896[24],
- le 12 novembre 1897[25],
- le 13 novembre 1900[26],
- le 16 novembre 1901[27],
- le 14 novembre 1904 et délégué au bureau de l'assistance judiciaire[28],
- le 3 novembre 1905[29],
- le 6 novembre 1908 et délégué au bureau de l'assistance judiciaire[30],
- le 11 octobre 1912 et délégué au bureau de l'assistance judiciaire[31],
- le 16 juillet 1913[32],

Il est bâtonnier de l'ordre, le 12 novembre 1892, faisant suite à Gilbert Sicard. Il est réélu, le 17 novembre 1893.
Il sera à nouveau élu bâtonnier de l'ordre, le 14 octobre 1910, faisant suite à Casimir Pajot.
Le 26 janvier 1900, il assure, devant le tribunal correctionnel de Clermont-Ferrand, la défense du journal L'Avenir du Puy-de-Dôme contre Bernard de Perrot, pasteur suisse en résidence à Châteaugay, qui attaque le périodique pour des faits de diffamation. N'ayant pu trouver d'avocat en Auvergne, il doit faire appel, pour plaider sa cause, à Albert Le Roy, avocat et journaliste dreyfusard à Paris.
En octobre de l'année suivante, il retrouve Albert Le Roy, devant le tribunal correctionnel de Clermont-Ferrand, dans un procès en diffamation et injures intenté par monsieur Delattre, pasteur de l'église évangélique libre au journal La Délivrance,,.

## Engagements et distinction
Présenté par Messieurs Gibon et Faure, il est admis membre associé des unions de la paix sociale fondées par Frédéric Le Play, en 1888.
Il souscrit, dès 1892, à la Ligue populaire pour le repos du dimanche France.
En janvier 1899, il adhère à la toute jeune Ligue de la Patrie française, fondée en réaction à la Ligue des droits de l'homme qui milite pour la reconnaissance de l'innocence d'Alfred Dreyfus.
En séance du 17 janvier 1901, il est élu, au premier tour de scrutin, membre correspondant de l'Académie des sciences, belles-lettres et arts de Clermont-Ferrand.
Au jour de son décès, il est président de l'union paroissiale des hommes et de la conférence de Saint-Vincent-de-Paul de Notre-Dame du Port.

## Sources
1. ↑  Archives départementales du Puy-de-Dôme - Registre des naissances de la ville de Riom - Année 1850 - Cote 6 E 298/38 - p. 94/212 (http://www.archivesdepartementales.puydedome.fr/ark:/72847/vta1e28b6bda307fa54/daogrp/0/layout:table/idsearch:RECH_1ff8a32858c05ada53962642140e13e2#id:1097720843?gallery=true&brightness=100.00&contrast=100.00&center=1051.965,-1631.100&zoom=9&rotation=0.000)
2. ↑  Archives départementales de la Corrèze - Registre des mariages de la ville d'Ussel - Année 1879 - Cote FRAD019_2E275_020 - p. 419/875 (http://www.archinoe.fr/cg19/visu_affiche.php?PHPSID=4140ba4ff61714d2aa213dfac7f9c052&param=visu&page=1)
3. ↑  Archives départementales du Puy-de-Dôme - Registre des naissances de la ville de Clermont-Ferrand - Année 1879 - Cote 6 E 113/301 - p. 175/226 (http://www.archivesdepartementales.puydedome.fr/ark:/72847/vtafcacac7a4671bb2e/daogrp/0/layout:table/idsearch:RECH_a412c89bdd0249a0b85920660fd3a2cd#id:2054273547?gallery=true&brightness=100.00&contrast=100.00&center=764.332,-705.167&zoom=9&rotation=0.000)
4. ↑  Archives départementales du Puy-de-Dôme - Registre des naissances de la ville de Clermont-Ferrand - Année 1884 - Cote 6 E 113/306 - p. 60/213 (http://www.archivesdepartementales.puydedome.fr/ark:/72847/vta5cd5b2733754e880/daogrp/0/layout:table/idsearch:RECH_dacf737ea7f19ca2bad4ceedcf41458a#id:207536220?gallery=true&brightness=100.00&contrast=100.00&center=1972.459,-660.509&zoom=10&rotation=0.000)
5. ↑  Archives départementales du Puy-de-Dôme - Registre des naissances de la ville de Clermont-Ferrand - Année 1887 - Cote 6 E 113/309 - p. 163 et 164/192 (http://www.archivesdepartementales.puydedome.fr/ark:/72847/vta9cc68f543a5a3ab4/daogrp/0/layout:table/idsearch:RECH_85ada182cf3da2259e15df0510871301#id:543141851?gallery=true&brightness=100.00&contrast=100.00&center=809.978,-364.480&zoom=9&rotation=0.000). Sont témoins à la déclaration de naissance, Charles Lucien Lecoq et Joseph Vignancour
6. ↑  « Tribunaux », Le Courrier du Berry,‎ 9 juillet 1880, p. 2 (lire en ligne)
7. ↑  « Partie officielle », Journal officiel de la République française,‎ 25 février 1874, p. 1491 (lire en ligne)
8. ↑  « Partie officielle », Journal officiel de la République française,‎ 7 juillet 1875, p. 5026 (lire en ligne)
9. ↑  « Partie officielle », Journal officiel de la République française,‎ 7 juillet 1877, p. 5071 (lire en ligne)
10. ↑  « Nouvelles diverses », Le Gaulois,‎ 29 juin 1880, p. 3 (lire en ligne)
11. ↑  « Diocèses de France (revue des semaines et des journaux) », La semaine religieuse du diocèse de Rouen,‎ 17 juillet 1880, p. 709 (lire en ligne)
12. ↑  « Chronique locale », Le Moniteur du Puy-de-Dôme,‎ 5 juillet 1880, p. 3 (lire en ligne)
13. ↑  « Partie officielle », Journal officiel de la République française,‎ 29 juin 1880, p. 7187 (lire en ligne)
14. ↑  « Chronique locale », Le Moniteur du Puy-de-Dôme,‎ 19 novembre 1882, p. 2 (lire en ligne)
15. ↑  « Chronique locale », Le Moniteur du Puy-de-Dôme,‎ 18 novembre 1883, p. 2 (lire en ligne)
16. ↑  « Chronique locale », Le Moniteur du Puy-de-Dôme,‎ 17 novembre 1884, p. 2 (lire en ligne)
17. ↑  « Chronique locale - Barreau de Clermont », Le Moniteur du Puy-de-Dôme,‎ 21 novembre 1887, p. 2 (lire en ligne)
18. ↑  « Chronique locale - Ordre des avocats de Clermont », Le Moniteur du Puy-de-Dôme,‎ 8 novembre 1888, p. 1 (lire en ligne)
19. ↑  « Chronique locale - Barreau de Clermont », Le Moniteur du Puy-de-Dôme,‎ 27 novembre 1889, p. 2 (lire en ligne)
20. ↑  « Chronique locale - Ordre des Avocats », Le Moniteur du Puy-de-Dôme,‎ 12 novembre 1890, p. 2 (lire en ligne)
21. ↑  « Chronique locale - L'ordre des avocats », Le Moniteur du Puy-de-Dôme,‎ 22 novembre 1891, p. 2 (lire en ligne)
22. ↑  « Chronique locale - L'Ordre des Avocats », Le Moniteur du Puy-de-Dôme,‎ 22 novembre 1894, p. 2 (lire en ligne)
23. ↑  « Chronique locale - Le barreau de Clermont », Le Moniteur du Puy-de-Dôme,‎ 17 novembre 1895, p. 2 (lire en ligne)
24. ↑  « Chronique locale - Le barreau de Clermont », Le Moniteur du Puy-de-Dôme,‎ 29 novembre 1896, p. 2 (lire en ligne)
25. ↑  « Chronique locale - Ordre des avocats du barreau de Clermont », Le Moniteur du Puy-de-Dôme,‎ 14 novembre 1897, p. 2 (lire en ligne)
26. ↑  « Chronique locale - Ordre des Avocats », Le Moniteur du Puy-de-Dôme,‎ 14 novembre 1900, p. 2 (lire en ligne)
27. ↑  « Chronique locale - Ordre des avocats », Le Moniteur du Puy-de-Dôme,‎ 17 novembre 1901, p. 1 (lire en ligne)
28. ↑  « Chronique locale - Ordre des avocats de Clermont », Le Moniteur du Puy-de-Dôme,‎ 15 novembre 1904, p. 2 (lire en ligne)
29. ↑  « Chronique locale - Ordre des avocats de Clermont », Le Moniteur du Puy-de-Dôme,‎ 9 novembre 1905, p. 2 (lire en ligne)
30. ↑  « Chronique locale - Conseil de l'ordre des avocats », Le Moniteur du Puy-de-Dôme,‎ 7 novembre 1908, p. 2 (lire en ligne)
31. ↑  « Chronique locale - Conseil de l'ordre des avocats », Le Moniteur du Puy-de-Dôme,‎ 12 octobre 1912, p. 2 (lire en ligne)
32. ↑  « Chronique locale - Au barreau de Clermont », Le Moniteur du Puy-de-Dôme,‎ 16 juillet 1913, p. 2 (lire en ligne)
33. ↑  « Chronique locale - Le conseil de l'ordre des avocats », Le Moniteur du Puy-de-Dôme,‎ 14 novembre 1892, p. 1 et 2 (lire en ligne)
34. ↑  « Chronique locale - Le barreau de Clermont », Le Moniteur du Puy-de-Dôme,‎ 18 novembre 1893, p. 2 (lire en ligne)
35. ↑  « Chronique locale - Ordre des avocats de Clermont », Le Moniteur du Puy-de-Dôme,‎ 15 octobre 1910, p. 2 (lire en ligne)
36. ↑  « Les Tribunaux - Un procès de presse - Tribunal correctionnel de Clermont-Ferrand (dépêche de notre correspondant) », Le Petit Journal,‎ 28 janvier 1900, p. 2 (lire en ligne)
37. ↑  « Tribunaux - M. Delattre contre la Délivrance », Le Signal : quotidien, politique, littéraire,‎ 19 juillet 1901, p. 3 (lire en ligne)
38. ↑  « Tribunaux - La maladie de M. Ernest Renauld », Le Signal : quotidien, politique, littéraire,‎ 6 août 1901, p. 3 (lire en ligne)
39. ↑  « Informations et dépêches - Les diffamateurs », Le Signal : quotidien, politique, littéraire,‎ 26 octobre 1901, p. 1 (lire en ligne)
40. ↑  Société d'Économie sociale, La Réforme sociale : Bulletin de la Société d'Économie sociale et des Unions de la Paix sociale fondées par P.F. Le Play, Paris, Secrétariat de la Société d'Économie sociale, 1888 (lire en ligne), p. 259
41. ↑  « IIe liste de souscription de 1893 - II Province », Ligue populaire pour le repos du dimanche en France,‎ 1er février 1893, p. 48 (lire en ligne)
42. ↑  « La Ligue de la Patrie française », Le Gaulois,‎ 8 janvier 1899, p. 2 (lire en ligne)
43. ↑  Académie des sciences, belles-lettres et arts de Clermont-Ferrand, Bulletin historique et scientifique de l'Auvergne, Clermont-Ferrand, Louis Bellet, imprimeur-libraire, 1901 (lire en ligne), p. 19 et 20
44. ↑  « Nos amis défunts », La Croix,‎ 6 octobre 1922, p. 2 (lire en ligne)